# 福田和子 (社会活動家)
福田 和子（ふくだ かずこ）は、日本のSRHRアクティビスト。性と生殖に関する健康と権利（SRHR）、特に包括的性教育、避妊、ユースフレンドリーなSRHRケアへのアクセスに注力している。
大学在学中のスウェーデン留学をきっかけに、日本でのSRHR実現を目指す「＃なんでないのプロジェクト」を開始。主に包括的性教育や現代的避妊法へのアクセス改善を求め政策提言、執筆、講演等を行う。2021年にスウェーデン・ヨーテボリ大学公衆衛生学修士号取得後、国連人口基金ルワンダ事務所にプログラム・アナリストとして勤務し、難民キャンプにおけるSRHR推進に取り組んだ。現在は東京を拠点にSRHRアクティビストとして活動を展開している。
他に、#緊急避妊薬を薬局でプロジェクト共同代表、政治分野のジェンダー平等を目指す一般社団法人New Scene副代表、G7にジェンダー平等を求めるオフィシャル・エンゲージメント・グループWomen7共同代表、東大で性教育を学ぶゼミ講師、世界性の健康学会（WAS）Youth Initiative Committee委員等を務める。『国際セクシュアリティ教育ガイダンス』（明石書店）共同翻訳者。

## 主な活動
2019年3月国際基督教大学卒業。
日本国内でのセクシュアル・リプロダクティブ・ヘルス・アンド・ライツ(性と生殖に関する健康と権利、SRHR)の普及、女性の健康・権利を守り向上させることを目標に活動しているSRHRアクティビスト。2018年に「#なんでないのプロジェクト」を立ち上げ、新聞、雑誌など執筆活動やイベントの登壇、実態調査、アドボカシー活動などを行っている。
2019年3月から雑誌「FRaU」で連載中。
2019年9月からスウェーデンのヨーテボリ大学大学院に在学し、公衆衛生を学びながらジェンダー等に関する情報発信、公衆衛生学修士号を取得した。
2023年からインターネットメディア「ポリタスTV」MCの1人として出演。

## 略歴
東京生まれ。大学時代、遊廓をはじめとする女性や性に関わる歴史を研究、それをきっかけに女性の性や健康、それに関わり政策について関心を持ち始める。
その後、国際基督教大学在学中にスウェーデンの大学に留学。スウェーデンでは、避妊法に低用量ピルや子宮内避妊具以外にも、シールタイプやインプラント、注射、リングなど女性が使えて成功率も高い様々な方法があることを知る。他にも、性教育の普及や若者専用のクリニックの存在によって、誰もが性に関して主体的に自分を守り、自己決定できる環境が整っていることを知る。
そこから、日本での望まない妊娠、出産が原因で児童虐待や死に至らせてしまうという現状や、女性が性によって傷つかないために、 避妊法の選択肢や、性教育の必要性、女性自身が避妊法に容易にアクセスできる環境の重要性を考えるに至った。 
その後、日本に戻りどのような立場の女性も、リプロダクティブヘルスアンドライツを前提とした権利を手に入れられる社会の実現のために「＃なんでないの」プロジェクトを立ち上げ、調査、研究、情報発信などを行っている。
2020年には、国際的にジェンダー平等に取り組むWomen DeliverからYouth Leaderに、同様に世界の性と生殖に関する健康と権利に取り組むShe Decidesムーブメントから世界の25人の1995年生まれのSRHRアクティビストに選出された。
2021年2月、「森会長の処遇の検討を求める有志」のひとりとしてオンライン署名サイト「Change.org」で署名活動を開始し、1週間で15万7千近くもの賛同を集めた。
2022年9月には20〜30代の地方議員の女性比率向上を目指す組織、「FIFTYS PROJECT」の副代表として名乗りを上げた。

## 著作
- 福田和子、権藤理恵、古川由紀子「Primary Health Careに関する指標の検討」『保健婦雑誌』第54巻第4号、1998年4月、304–309頁、NAID 40003530670。
- 福田和子「「これからのセクシュアリティ教育プロジェクト」の取り組み (特集 東京都における性教育をめぐる新たな動き)」『Sexuality』第89号、2019年1月、72–75頁、NAID 40021792145。
- 染矢明日香、福田和子「インタビュー 現代の中高生たちに性をどう伝えたらよいか」『性の健康 = Journal of sexual health』第18巻第2号、2019年5月、25–29頁、ISSN 1883-1478、NAID 40021941456。
- 福田和子「「日本、ヤバイぞ。」を変えよう (性暴力のない社会へ)」『女性のひろば』第488号、2019年10月、40–43頁、ISSN 0387-9429、NAID 40021982983。
- 福田和子「WOMEN DELIVER 2019 in Canada参加記 : Women Deliverとは?」『性の健康 = Journal of sexual health』第18巻第3号、2019年10月、34–37頁、ISSN 1883-1478、NAID 40022045923。

## 関連文献
- ビヤネール多美子『スウェーデンの性教育と授業革命』、昌平社、1976年。CID BN09045874。
- 荒井紀子「スウェーデン基礎学校における家族と性平等に関わる教育 : 教育課程基準にみる教育理念と家庭科」『日本教科教育学会誌』第19巻第3号、日本教科教育学会、1996年。131-140ページ、DOI 10.18993/jcrdajp.19.3_131、ISSN 0288-0334、NAID 110008094268。
- 木村松子「「性の自立」の認識過程に関する研究 : 1980年代のカリキュラム改善運動に焦点を当てて」『カリキュラム研究』第16号、日本カリキュラム学会、2007年。57-70ページ、DOI 10.18981/jscs.16.0_57、ISSN 0918-354X、NAID 110009357559。
- 中村彰「書評 古橋エツ子編『家族の変容と暴力の国際比較』明石書店」『花園大学社会福祉学部研究紀要』第16号、花園大学社会福祉学部、2008年3月。129-131ページ、ISSN 0919-2042、NAID 110006979628。